# Cino Rinuccini
Cino Rinuccini (Florencia, c. 1350 - 1417) fue un poeta florentino del siglo XIV. (Su nombre en italiano se pronuncia /chíno rinuchíni/).

## Biografía
Pertenecía a una familia rica, una de las más eminentes de Florencia.
En 1381 se matriculó en la cofradía del Arte de la Lana (una de las siete mayores cofradías de la ciudad), donde estaba agremiado su padre, pero no perseveró.
Su producción poética (se han recopilado 54 composiciones suyas entre sonetos, canciones y baladas) se caracteriza por la cuidadosa recuperación de la tradición temática y estilística del Dolce Stil Nuovo, reinterpretado tras la reciente experiencia de Petrarca y las novedades aportadas por la poesía musical de la época. 
Apreciado por sus contemporáneos y por las generaciones siguientes, algunos de sus poemas se incluyeron en la famosa antología del siglo XV que se conoce como Raccolta aragonese (Recopilación aragonesa, 1477), que Lorenzo de Médici le dedicó a Federico de Aragón, hijo del rey de Nápoles Fernando I.
Rinuccini también fue polemista y participó en todas las discusiones políticas y literarias que surgieron en la ciudad de Florencia a principios del siglo XV. 
En su Risposta (respuesta) a la Invectiva in Florentia del humanista vicentino Antonio Loschi, Rinuccini defiende la interpretación republicana de la historia de Roma contra las tesis de la cancillería viscontea.
Participa en la Florentina libertas (escrita en lengua romance), que reivindica la historia y el prestigio republicano de Florencia y de la Toscana. 
En su Invettiva contro a certi calunniatori di Dante e di Messer Francesco e di Messer Giovanni Boccaci (invectiva contra ciertos calumniadores de Dante, Petrarca y Boccaccio) parte de posiciones tradicionalistas para defender a estos tres autores y la lengua vulgar.
Su cáustica defensa de los valores escolásticos indican cuán de moda se había vuelto el pensamiento antiescolástico en algunos círculos intelectuales. Él basó sus argumentos en las disciplinas tradicionales del quadrivium y el trivium. 
Según él, 

La música, afirman [muchos humanistas], es una mera ciencia de bufones. Pero no dicen cuán útil es para recrear con su dulzura la fragilidad humana, para deleitar las operaciones santísimas de la Iglesia o para encender la justa batalla en las almas virtuosas que combaten por la república. (La musica affermano éssere iscienza da buffoni da poter dilettare lusingando. Non dicano quanto sia utile a ricreare con sua dolcezza l'umana fragilità, a dilettare l'operazioni santissime della Chiesa, o accendere a giusta battaglia i virtuosi ánimi che pella república combáttono).
Cino Rinuccini

Fue antepasado 
del religioso y escritor Alessandro di Filippo Rinuccini (autor de Sanctissimo peregrinaggio del Sancto Sepolcro, 1475), 
del poeta y libretista Ottavio Rinuccini (1562–1621, autor de Dafne, Eurídice y L’Arianna) y 
del arzobispo Giovanni Battista Rinuccini (1592-1653).